# Élodie Soulard
Pour les articles homonymes, voir Soulard.
Élodie Soulard, née  le 9 juillet 1986 à Épinal, est une accordéoniste française.

## Biographie
Originaire des Vosges, Élodie Soulard commence l’apprentissage de l’accordéon à l’âge de cinq ans. Elle intègre la classe de l’accordéoniste Max Bonnay, au Conservatoire du XIIe arrondissement de Paris. En 2010, elle est diplômée d’un Master d’accordéon mention très bien à l’unanimité du Conservatoire national supérieur de musique et de danse de Paris (CNSM). Elle est ensuite admise en troisième cycle supérieur dans la classe du pianiste et chef d’orchestre Jean-François Heisser. 
Elle est lauréate de trois premiers prix (solfège, analyse et orchestration musicale) décernés par le Conservatoire à rayonnement régional de Paris (CRR). Elle étudie la direction d’orchestre aux côtés de Jean-Sébastien Béreau et François-Xavier Roth.
Le répertoire de l’accordéoniste est principalement composé de transcriptions d’œuvres pour orgue, piano ou orchestre telles les partitions des compositeurs Sergueï Prokofiev et Jean-Sébastien Bach. La musicienne s’intéresse également aux œuvres originales contemporaines pour accordéon de Pierre-Alain Braye-Weppe, Sofia Goubaïdoulina, Anatoly Kusyakov ou Oskar Lindberg. Élodie Soulard joue sur un accordéon russe de marque Jupiter, un modèle de V. Gusiev. 
En octobre 2015, elle édite Portraits, un premier album solo sur le label NoMadMusic.  

## Collaborations
Élodie Soulard participe à de nombreuses classes de maître d’accordéon à travers l’Europe. Pendant deux années, elle accompagne le concertiste russe Yuri Shishkin.
La musicienne s'entoure ponctuellement des musiciens de musique de chambre Eric-Maria Couturier, Emmanuel Pahud, Laurent Korcia, Jean-Marc Phillips et du violoncelliste Raphaël Pidoux, avec lequel elle enregistre un album en 2009,. L'accordéoniste est membre de plusieurs formations classiques dont l’Orchestre Les Siècles ou l’Orchestre de chambre Nouvelle-Aquitaine. Elle accompagne régulièrement l’Orchestre Philharmonique de Radio France,.

## Discographie
- 2009 : Bach – Offenbach – Popper : le Maître et l'élève avec Raphaël Pidoux (Festival 1001 notes/Intégral Classic INT 221.230) (OCLC 762487880), (BNF 42090781)
- 2015 : Portraits : Liszt, Grieg, Semionov, Bach, Boëllmann… (NoMadMusic)[9] (OCLC 1197630230)
- 2022 : Tchaïkovski, Les Saisons. Transcription : Élodie Soulard et Yuri Shishkin (ru) (avril 2021, NoMadMusic) (OCLC 1331145153)